# Johannes Schreiber (Maler)
Johannes Schreiber (* 18. November 1921 in Kronstadt) ist ein rumänisch-österreichischer Maler, Grafiker, Gebrauchsgrafiker und Kunstpädagoge.

## Leben und Wirken
Schreiber absolvierte eine Ausbildung für Bühnenbildnerei und Darstellende Kunst am Landestheater in Hermannstadt. Er studierte Zeichnen und Malen an der Technischen Hochschule Brünn sowie in Budapest, in der Malschule von Arnold Clementschitsch in Klagenfurt am Wörthersee und an der Kunstschule Linz bei Karl Hauk. Seine Werke sind beeinflusst von den Arbeiten Wolfgang von Wersins.
Er war freischaffend tätig und stellte sein Wissen und Können der Kunsthochschule Linz, dem Wirtschaftsförderungsinstitut in Linz, der Handelskammer Oberösterreich, dem Kulturamt der Stadt Linz, den Oberösterreichischen Landesmuseen, verschiedenen HTLs und der Hochschule Mozarteum in Salzburg zur Verfügung.
Mit der Gestaltung des Altarraumes der Dankbarkeitskirche in Braunau am Inn und mit diversen repräsentativen Ausstellungen erlangte er überregionale Bekanntheit.
Schreibers künstlerisches Werk setzt sich schwerpunktmäßig mit dem Transzendenten im Bild auseinander. Schreiber entwickelte dazu in Unabhängigkeit von den künstlerischen Zeitströmungen im Verlauf von vier Nachkriegsjahrzehnten sein malerisches und grafisches Werk. Schreibers Bilder entstehen auf der Basis expressionistischer Formensprachen und er entwickelt seine Darstellungen in einer „lyrischen Koloristik“, sodass sich die Emotion des direkten Ausdrucks mit einer ausgeprägt malerischen Tiefenwirkung verbinden kann.
Er war von 1953 bis 1975 Mitglied im Bund Österreichischer Gebrauchsgrafiker und in der Künstlervereinigung MAERZ. Werke Schreibers befinden sich u. a. in der Kunstsammlung des Landes Oberösterreich und im Bestand der Stadt Linz.

## Werke (Auswahl)
- Passionsbilder im Altarraum der Dankbarkeitskirche in Braunau am Inn
- Gailtal, Ölbild
- Donaudurchbruch, Ölbild
- Der Traum
- Ahornsee
- Das Abendmahl, Öl auf Holz, 1963
- Ein Alptraum, 1972
- Der Kuss, Öl auf Leinwand, 1993

## Ausstellungen (Auswahl)
Einzelausstellungen
- Johannes Schreiber, Schlossmuseum Linz, 1973 (mit Katalog von Otto Wutzel)
- Johannes Schreiber – Retrospektive auf das malerische Werk, Schlossmuseum Linz, 1994 (mit Katalog von Peter Assmann)

Gruppenausstellungen
- Beziehungsfelder, 150 Jahre Oberösterreichischer Kunstverein, 1851 bis 2001, Landesgalerie Linz am Oberösterreichischen Landesmuseum, 2001

## Auszeichnungen
- Landespreise für Plakate
- Österreichischer Staatspreis (1956)

## Publikationen
- Otto Wutzel (Schriftleitung), Johannes Schreiber (Gestaltung): 110 Jahre Oberösterreichischer Kunstverein. Beiträge u. a. mit: Vom achtzigsten zum hundertzehnten Jahr. Eine Chronik des Oberösterreichischen Kunstvereines von 1931–1961. von Arthur Fischer-Colbrie, Oberösterreichischer Kunstverein (Hrsg.), Linz 1961.
- (Seite nicht mehr abrufbar. Suche in Webarchiven) Katalog zur Ausstellung Junge Künstler in Oberösterreich. Linz 1954, abgerufen am 25. November 2015.
- Mit Peter K. Unterrainer, Herwig Karzel, Michael Meyer, Peter Kraft: Die Dankbarkeitskirche in neuem Licht.  Katalog über die Braunauer Passionsbilder von Johannes Schreiber, Braunau, o. Jg., 24 Seiten.

## Medien
Schreibers künstlerisches Wirken wurde mehrfach in Zeitungen und Zeitschriften erwähnt und kommentiert:
- Kulturpolitische Korrespondenz, Ausgaben 605 bis 621, Ostdeutscher Kulturrat, 1986 (Hrsg.): „... Johannes Schreiber, der um eine Generation Jüngere (Anm: im Vergleich zu Grete Csaki-Copony, * 1893), steht ebenfalls auf Seite der kraftvollen malerischen Maler und lässt Vergleich zu seinem Landsmann Hans Eder (1883 bis 1953) zu, nicht nur wegen der biblischen Thematik.“
- Südostdeutsche Vierteljahresblätter, Band 24, Ausgaben 2 bis 4, Südostdeutsches Kulturwerk, 1975 (Hrsg.): „Herausragende Persönlichkeiten und trotz der expressiven Sprache von gegensätzlichen Paletten und Formen waren Grete Csaki-Copony und Johannes Schreiber; beide in Kronstadt geboren, sehen sie die Landschaft mit verschiedenen Augen, dort farbenreich, ja fröhlich-bunt, hier düster, schwer. Diese beiden Naturinterpreten, im alter durch ein halbes Jahrhundert getrennt, stecken den weiten Bogen ab, auf dem sich die Landschaftsmaler des Südostens bewegen.“